# Enteli
Enteli (älvdalska för ’minsann, verkligen, äntligen’) var en svensk folkmusikgrupp med starka inslag av världsmusik och jazz. Medlemmar var Bengt Berger (tabla och slagverk), Jonas Knutsson (saxofoner och slagverk), Johan Söderqvist (klaviatur), Ale Möller (mandola, luta, bouzouki, trumpet, dragspel, flöjter, hackbräde, slagverk) och Lena Willemark (sång, fiol, flöjt, slagverk).
Gruppen medverkade 1994 i Gunila Ambjörnssons dokumentärfilm Granskogen i våra hjärtan. Gruppen gjorde också musiken till Tomas Bloms radiouppsättning av Sagan om ringen 1995.

## Diskografi
- 1994 – Enteli
- 1997 – Live